# Mari români

Sigla emisiunii Mari români

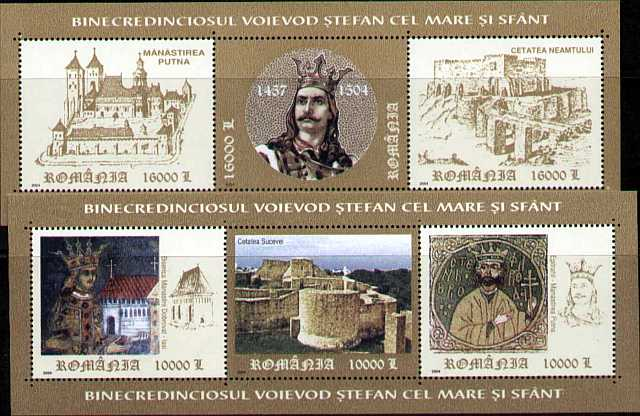
Ștefan cel Mare (pe mărci poștale din 2004), câștigătorul concursului

Mari români este titlul unei emisiuni produse în anul 2006 de Televiziunea Română sub forma unei campanii publice de identificare a celor mai „mari” (cit. „importanți”) români din toate timpurile. Inspirându-se din versiunea britanică a emisiunii 100 Greatest Britons, TVR a întocmit o listă cu 100 de „cei mai mari români” pe baza votului  telespectatorilor care au dorit să-și exprime preferințele prin internet, SMS sau telefon. Această listă cuprinde atât persoane reale, cât și personaje imaginare (Bulă), care reflectă modul în care publicul a perceput acest sondaj.
În data de 21 octombrie 2006 TVR a anunțat numele celui mai mare român ales de cei care au votat, și anume Ștefan cel Mare.
Din lipsa unor criterii coerente de clasificare și prin faptul că alegerea s-a bizuit exclusiv pe bunul plac al telespectatorilor care au participat la vot, s-a ajuns la o listă problematică, disputabilă, care a demarat reacții și luări de poziție, care au crescut și mai mult succesul mediatic al respectivei emisiuni (vezi: Valeriu Protopopescu: „Mari Români. Povestea unui succes mediatic”).

## Lista completă
| Loc | Nume                                | Nume | Ocupație |
| --- | ----------------------------------- | ---- | --- |
| 1   | Ștefan cel Mare (1435–1504)         |      | Domn al Moldovei. A fost renumit în Europa pentru rezistența îndelungată asupra turcilor otomani. |
| 2   | Carol I (1839–1914)                 |      | Primul conducător român din dinastia Hohenzollern-Sigmaringen (1866-1914), primul rege al României (din 1881), după ce țara a dobândit independența deplină sub conducerea sa. |
| 3   | Mihai Eminescu (1850–1889)          |      | Poet romantic, prozator și jurnalist, considerat cel mai influent poet din literatura română. |
| 4   | Mihai Viteazu (1558–1601)           |      | Domn al Țării Românești, Domn al Moldovei. A fost primul conducător care a reușit să guverneze toate cele trei state medievale care formează România de astăzi: Țara Românească, Transilvania și Moldova (1600). |
| 5   | Richard Wurmbrand (1909–2001)       |      | Ministru creștin evanghelic, autor și educator, care a petrecut în total de 14 ani în închisoarea comunistă. |
| 6   | Ion Antonescu (1882–1946)           |      | Mareșal, militar, prim-ministru și dictator al României în timpul celui de-Al Doilea Război Mondial (1940-1944). |
| 7   | Mircea Eliade (1907–1986)           |      | Istoric al religiilor, simpatizant legionar, scriitor de ficțiune și profesor. |
| 8   | Alexandru Ioan Cuza (1820–1873)     |      | Primul conducător al Principatelor Unite ale României după unirea Moldovei cu Țara Românească în 1859. După reformele sale a început modernizarea României. |
| 9   | Constantin Brâncuși (1876–1957)     |      | Sculptor modern. |
| 10  | Nadia Comăneci (1961–)              |      | Gimnastă, câștigătoare a cinci medalii de aur olimpice și prima care a obținut un scor de 10 la un eveniment olimpic de gimnastică. |
| 11  | Nicolae Ceaușescu (1918–1989)       |      | Secretar general al PCR (1965–1989), dictator, președinte al Consiliului de Stat al României (1967–1989), primul președinte al României (1974-1989). |
| 12  | Vlad Țepeș (1431–1476)              |      | Domn al Țării Românești. |
| 13  | George Becali (1958–)               |      | Politician, om de afaceri și patron de club de fotbal. |
| 14  | Henri Coandă (1886–1972)            |      | Inventator și pionier în aerodinamică. |
| 15  | Gheorghe Hagi (1965–)               |      | Fotbalist și antrenor. |
| 16  | Ion Luca Caragiale (1852–1912)      |      | Dramaturg și scriitor. |
| 17  | Nicolae Iorga (1871–1940)           |      | Istoric, scriitor, politician, prim-ministru al României (1931-1932). |
| 18  | Constantin Brâncoveanu (1654–1714)  |      | Domn al Țării Românești. |
| 19  | George Enescu (1881–1955)           |      | Compozitor și muzician. |
| 20  | Gregorian Bivolaru (1952–)          |      | Fondator al organizației yoga MISA. |
| 21  | Mirel Rădoi (1980–)                 |      | Fotbalist și antrenor. |
| 22  | Corneliu Zelea Codreanu (1899–1938) |      | Politician extremist, rasist, lider și fondator al Mișcării Legionare, cunoscută și sub denumirea de Legiunea Arhanghelul Mihail sau Garda de Fier. |
| 23  | Nicolae Titulescu (1882–1941)       |      | Diplomat, jurist, profesor universitar și politician, președinte al Ligii Națiunilor. |
| 24  | Ferdinand I (1865–1927)             |      | Rege al României (1914-1927), sub conducerea sa înfăptuindu-se România Mare. |
| 25  | Mihai I (1921–2017)                 |      | Ultimul rege al României (1927-1930; 1940-1947) înainte de perioada comunistă. |
| 26  | Decebal (cca. 55-60–106)            |      | Ultimul rege al Daciei (87-106) înainte de cucerirea romană. |
| 27  | Traian Băsescu (1951–)              |      | Politician, președinte al României și fost primar al municipiului București (2000-2004). |
| 28  | Gheorghe Mureșan (1971–)            |      | Jucător de baschet NBA. |
| 29  | Ion I.C. Brătianu (1864–1927)       |      | Politician, președinte al Partidului Național Liberal, prim-ministru al României (1909-1911; 1914-1918; 1918-1919; 1922-1926; 1927). |
| 30  | Răzvan Lucescu (1969–)              |      | Fotbalist și antrenor. |
| 31  | Nicolae Paulescu (1869–1931)        |      | Om de știință, fiziolog, medic, care a contribuit la izolarea hormonului pancreatic antidiabetic, antisemit. |
| 32  | Iuliu Maniu (1873–1953)             |      | Politician, președinte al Partidului Național-Țărănesc (1926-1933; 1937-1947), prim-ministru al României (1928-1930; iunie 1930-octombrie 1930; 1932-1933), victimă a regimului comunist. |
| 33  | Iuliu Hossu (1885–1970)             |      | Episcop greco-catolic, victimă a regimului comunist. |
| 34  | Emil Cioran (1911–1995)             |      | Filosof, scriitor și eseist. |
| 35  | Avram Iancu (1824–1872)             |      | Revoluționar. Conducătorul Revoluției Române din 1848 în Transilvania. |
| 36  | Burebista (82 î.Hr.–44 î.Hr.)       |      | Primul rege al Daciei. |
| 37  | Regina Maria (1875–1938)            |      | Regină a României. |
| 38  | Petre Țuțea (1902–1991)             |      | Filosof, eseist, autor, jurist, politician, victimă a regimului comunist. |
| 39  | Corneliu Coposu (1914–1995)         |      | Politician, președinte al Partidului Național Țărănesc Creștin Democrat (1990-1995), victimă a regimului comunist. |
| 40  | Aurel Vlaicu (1882–1913)            |      | Inventator, inginer și pionier al aviației române și mondiale. |
| 41  | Iosif Trifa (1888–1938)             |      | Preot ortodox, fondator al organizației creștine "Oastea Domnului". |
| 42  | Nichita Stănescu (1933–1983)        |      | Poet, scriitor și eseist. |
| 43  | Ion Creangă (1837–1889)             |      | Scriitor. |
| 44  | Mădălina Manole (1967–2010)         |      | Cântăreață, compozitoare și instrumentistă. |
| 45  | Corneliu Vadim Tudor (1949–2015)    |      | Scriitor, publicist și politician extremist, fondator și lider al Partidului România Mare. |
| 46  | Traian Vuia (1872–1950)             |      | Inventator, pionier al aviației mondiale. |
| 47  | Lucian Blaga (1895–1961)            |      | Filozof, poet, dramaturg, traducător, jurnalist, profesor universitar, academician și diplomat. |
| 48  | George Emil Palade (1912–2008)      |      | Biolog, medic și om de știință, laureat al Premiului Nobel (1974). |
| 49  | Ana Aslan (1897–1988)               |      | Biolog, medic și inventatoare. |
| 50  | Adrian Mutu (1979–)                 |      | Jucător de fotbal. |
| 51  | Florin Piersic (1936–)              |      | Actor de teatru și film. |
| 52  | Mihail Kogălniceanu (1817–1891)     |      | Politician, publicist, avocat și istoric, prim-ministru al României (1863-1865). |
| 53  | Iancsi Korossy (1926–2013)          |      | Muzician de jazz. |
| 54  | Dimitrie Cantemir (1673–1723)       |      | Principe al Moldovei, enciclopedist, etnograf, filozof, geograf, istoric, lingvist, muzicolog și compozitor. A fost un mare cărturar al umanismului românesc. |
| 55  | Ilie Năstase (1946–)                |      | Jucător de tenis. |
| 56  | Gheorghe Zamfir (1941–)             |      | Muzician, cântăreț la nai și compozitor. |
| 57  | Gică Petrescu (1915–2006)           |      | Cântăreț și compozitor de muzică ușoară și populară. |
| 58  | Elisabeta Rizea (1912–2003)         |      | Partizan anticomunist. |
| 59  | Bulă                                |      | Un important personaj fictiv al umorului românesc. |
| 60  | Amza Pellea (1931–1983)             |      | Actor de teatru și film. |
| 61  | Matia Corvin (1443–1490)            |      | Rege al Ungariei, rege al Cehiei și principe al Austriei. Cel mai longeviv, 32 de ani, și mai luminat rege din Europa Centrală medievală, supranumit Matia cel Drept. A fost fiul lui Ioan de Hunedoara, numit și Iancu, ban al Severinului, voievod al Transilvaniei, guvernator și apoi, regent al Ungariei, cât timp fiul său Matia a fost minor. |
| 62  | Mircea cel Bătrân (1355–1418)       |      | Domn al Țării Românești. |
| 63  | Titu Maiorescu (1840–1917)          |      | Academician, avocat, critic literar, eseist, filosof, pedagog, estet, scriitor și politician, prim-ministru al României (1912-1914). |
| 64  | Toma Caragiu (1925–1977)            |      | Actor de teatru, film, televiziune și radio. |
| 65  | Mihai Trăistariu (1976–)            |      | Cântăreț de muzică pop. |
| 66  | Andreea Marin (1974–)               |      | Prezentatoare de emisiuni TV. |
| 67  | Emil Racoviță (1868–1947)           |      | Biolog, speleolog și explorator al Antarcticii. |
| 68  | Victor Babeș (1854–1926)            |      | Biolog și bacteriolog. Unul dintre fondatorii microbiologiei. |
| 69  | Nicolae Bălcescu (1819–1852)        |      | Istoric, scriitor și revoluționar. Conducătorul Revoluției Române din 1848 în Țara Românească. |
| 70  | Horia-Roman Patapievici (1957–)     |      | Scriitor, eseist, fizician și filosof. |
| 71  | Ion Iliescu (1930–)                 |      | Primul președinte al României după Revoluția Română din decembrie 1989. |
| 72  | Marin Preda (1922–1980)             |      | Scriitor postbelic și director al editurii Cartea Românească. |
| 73  | Eugen Ionescu (1909–1994)           |      | Dramaturg, unul dintre inițiatorii teatrului absurdului. |
| 74  | Dumitru Stăniloae (1903–1993)       |      | Preot, teolog, profesor universitar, specialist în dogmatică, traducător, scriitor și ziarist. |
| 75  | Alexandru Todea (1912–2002)         |      | Episcop greco-catolic, victimă a regimului comunist. |
| 76  | Tudor Gheorghe (1945–)              |      | Cântăreț, compozitor și actor. |
| 77  | Ion Țiriac (1939–)                  |      | Jucător de tenis și om de afaceri. |
| 78  | Ilie Cleopa (1912–1998)             |      | Arhimandrit ortodox și stareț la Mănăstirea Sihăstria. |
| 79  | Arsenie Boca (1910–1989)            |      | Preot și teolog ortodox, victimă a regimului comunist. |
| 80  | Bănel Nicoliță (1985–)              |      | Jucător de fotbal. |
| 81  | Dumitru Cornilescu (1892–1975)      |      | Preot ortodox, apoi preot protestant. A tradus Biblia în limba română în anul 1921. |
| 82  | Grigore C. Moisil (1906–1973)       |      | Matematician, informatician și diplomat. |
| 83  | Claudiu Niculescu (1976–)           |      | Jucător de fotbal. |
| 84  | Florentin Petre (1976–)             |      | Jucător de fotbal. |
| 85  | Marius Moga (1981–)                 |      | Cântăreț și compozitor. |
| 86  | Nicolae Steinhardt (1912–1989)      |      | Scriitor, critic literar, eseist, jurist și publicist. |
| 87  | Laura Stoica (1967–2006)            |      | Cântăreață și compozitoare de muzică pop și rock. |
| 88  | Cătălin Hîldan (1976–2000)          |      | Jucător de fotbal. |
| 89  | Anghel Saligny (1854–1925)          |      | Inginer, academician, constructor, ministru și pedagog. |
| 90  | Ivan Patzaichin (1949–2021)         |      | Canoist, care a câștigat șapte medalii olimpice. |
| 91  | Maria Tănase (1913–1963)            |      | Cântăreață de muzică tradițională și populară. |
| 92  | Sergiu Nicolaescu (1930–2013)       |      | Actor, regizor, scenarist și politician. |
| 93  | Octavian Paler (1926–2007)          |      | Scriitor, eseist, jurnalist și politician. |
| 94  | Eroul Necunoscut                    |      | Mormântul Ostașului Necunoscut, loc național de pelerinaj și de reculegere în memoria celor 225.000 de ostași care s-au jertfit în Primul Război Mondial, pentru întregirea României. |
| 95  | Ciprian Porumbescu (1853–1883)      |      | Compozitor. |
| 96  | Nicolae Covaci (1947–2024)          |      | Compozitor, cântăreț, pictor și grafician, fondatorul formației de muzică rock, Phoenix. |
| 97  | Dumitru Prunariu (1952–)            |      | Primul și singurul cosmonaut român. |
| 98  | Iancu de Hunedoara (cca. 1407–1456) |      | Voievod al Transilvaniei, guvernator și regent al Ungariei. |
| 99  | Constantin Noica (1909–1987)        |      | Filosof, poet, eseist, publicist și scriitor. |
| 100 | Badea Cârțan (1849–1911)            |      | Țăran român care a luptat pentru independența românilor din Transilvania. |